# Bernard Dietz
Bernard Dietz (Hamm, el 22 de març de 1948, Alemanya) és un ex jugador de futbol alemany i entrenador.